# Saint-Caradec-Trégomel
Saint-Caradec-Trégomel é uma comuna francesa na região administrativa da Bretanha, no departamento Morbihan. Estende-se por uma área de 15,91 km². Em 2010 a comuna tinha 486 habitantes (densidade: 30,5 hab./km²).